# Il-2 Sturmovik
Il-2 Sturmovik (ros. Ил-2 Штурмовик) – seria komputerowych symulatorów lotu osadzonych w realiach II wojny światowej, wydana przez rosyjskie przedsiębiorstwo 1C oraz dystrybuowana na świecie przez Ubisoft. Nazwa pochodzi od radzieckiego samolotu szturmowego Ił-2. W grach z serii gracz przejmuje kontrolę nad samolotami wojskowymi biorącymi udział w zmaganiach wojennych. Możliwe jest rozgrywanie kampanii podzielonych na misje bądź uczestnictwo w bitwach z innymi graczami.
Serię rozpoczęła gra Il-2 Sturmovik (2001) o bitwach powietrznych na froncie wschodnim, pozytywnie oceniona przez graczy i krytyków za oprawę audiowizualną oraz wysoki poziom realizmu. Jej sukces komercyjny spowodował publikację kolejnych gier powiązanych z marką, zawierających nowe kampanie i maszyny: Il-2 Sturmovik: Forgotten Battles (2003), Pacific Fighters (2004), Il-2 Sturmovik: Birds of Prey (2008) i Il-2 Sturmovik: Cliffs of Dover (2011). Przeważnie pozytywny odbiór tych produktów przyczynił się do utrwalenia renomy przedsiębiorstwa 1C i sukcesu komercyjnego serii.

## Gry z serii

### Il-2 Sturmovik
Pierwsza gra komputerowa z serii pod nazwą Il-2 Sturmovik, wyprodukowana przez rosyjskie studio Maddox Games, została zapowiedziana latem 2000 roku, a premierę miała 21 listopada 2001 roku dla systemu operacyjnego Microsoft Windows. Stanowiła ona innowację wśród komputerowych symulatorów lotu, gdyż tłem dla gry były walki na froncie wschodnim II wojny światowej. Tego tematu przedtem wydane symulatory nie podejmowały. Il-2 Sturmovik oferował różnorodny zestaw misji, na przykład ataki na cele naziemne, eskortowanie bombowców czy przechwytywanie wrogich myśliwców. Gra cechowała się nowoczesną jak na tamte czasy oprawą audiowizualną, wysokim realizmem (sterowanie, model uszkodzeń) oraz możliwością dostosowania jego stopnia do umiejętności gracza. Znalazły się w niej takie samoloty, jak radzieckie Ił-2, ŁaGG-3 i MiG-3 oraz niemiecki Messerschmitt Bf 109. W kwietniu 2006 roku ukazał się dodatek do gry, zatytułowany Il-2 Sturmovik: Pe-2.

### Il-2 Sturmovik: Forgotten Battles
Kontynuacja gry Il-2 Sturmovik, Il-2 Sturmovik: Forgotten Battles, została zapowiedziana w maju 2002 roku, a jej premiera odbyła się 4 marca 2003 roku. Zawierała ona usprawnioną kampanię dla jednego gracza z 20 nowymi misjami, która pozwalała na wybór strony konfliktu, samolotu i scenerii wojennej. Wśród nowych scenerii wojennych znalazły się Węgry, Finlandia oraz pogranicze polsko-ukraińskie. Dodanych zostało kilka nowych samolotów, na przykład P-47 Thunderbolt, Messerschmitt Me 262, Heinkel He 111 oraz TB-3. Do gry w 2004 roku wydano dodatek Il-2 Sturmovik: Forgotten Battles – Ace Expansion Pack, który zawierał zestaw różnorodnych misji i rozszerzał grę o nowe scenerie wojenne: Ardeny, Normandię oraz Ocean Spokojny.

### Pacific Fighters
Produkt uboczny powiązany z serią, również wyprodukowany przez Maddox Games Pacific Fighters, został zapowiedziany w marcu 2004 roku, a wydano go 26 października 2004 roku. Gra Pacific Fighters koncentrowała się na zmaganiach wojennych na Pacyfiku. Zawierała około 40 modeli samolotów należących do floty amerykańskiej, japońskiej, australijskiej i brytyjskiej, w tym różne odmiany samolotów takich jak F-4U Corsair i P-51 Mustang. W grze zastosowano odnowiony w stosunku do poprzednich części serii silnik graficzny.

### Il-2 Sturmovik: Birds of Prey
W czerwcu 2008 roku została zapowiedziana kolejna gra z serii, Il-2 Sturmovik: Birds of Prey, tym razem przeznaczona wyłącznie na konsole gier wideo i produkowana  przez studia Gaijin Entertainment, Beatshapers oraz DiP Interactive. Ukazała się 4 września 2009 roku na platformach Xbox 360, PlayStation 3, PlayStation Portable i Nintendo DS. Wersja gry na systemy operacyjne Windows pojawiła się w marcu 2010 roku pod nazwą Wings of Prey. W Birds of Prey uproszczono system sterowania, dostosowując go do poszczególnych konsol; jednocześnie zachowano realistyczny model uszkodzeń. Nadal dostępna była możliwość wyboru stopnia realizmu. Gra zawierała około 100 samolotów możliwych do sterowania oraz 6 kampanii (bitwa o Anglię, kontrofensywa ardeńska, walki o Berlin, Stalingrad, Korsuń i Sycylię), dodano też tryb gry wieloosobowej obsługujący do 16 graczy (w przypadku Xboksa 360 i PlayStation 3).

### Il-2 Sturmovik: Cliffs of Dover
W styczniu 2011 została zapowiedziana, a 24 marca 2011 roku – wydana gra Il-2 Sturmovik: Cliffs of Dover, ponownie wyprodukowana przez studio Maddox Games. Cliffs of Dover była osadzona w realiach bitwy o Anglię i zawierała dwie kampanie, przeznaczone odpowiednio dla Royal Air Force i Luftwaffe.

## Wydania zbiorcze

### Il-2 Sturmovik Series: Complete Edition
W marcu 2006 roku ukazało się wydanie zbiorcze pod nazwą Il-2 Sturmovik Series: Complete Edition. Zawierało ono podstawowy Il-2 Sturmovik, Forgotten Battles, Pacific Fighters oraz pomniejsze dodatki do tych gier.

### Il-2 Sturmovik: 1946
15 grudnia 2006 roku została wydana zbiorcza edycja pod tytułem Il-2 Sturmovik: 1946, która zawierała wszystkie kampanie, misje i samoloty z gier Il-2 Sturmovik, Il-2 Sturmovik: Forgotten Battles, Pacific Fighters, a także dodatków Pe-2 Peshka i Sturmoviks over Manchuria. W niej zawarte były też dwie nowe kampanie: pierwsza traktująca o hipotetycznej kontynuacji II wojny światowej, a druga o ataku ZSRR na Japonię. Wiązało się z tym dodanie samolotów późno wykorzystanych w wojnie (na przykład Arado Ar 234 lub Ił-10).

## Odbiór
| Gra                               | GameRankings                             | Metacritic                     |
| --------------------------------- | ---------------------------------------- | ------------------------------ |
| Il-2 Sturmovik                    | 91%                                      | 91%                            |
| Il-2 Sturmovik: Forgotten Battles | 87%                                      | 86%                            |
| Pacific Fighters                  | 78%                                      | 76%                            |
| Il-2 Sturmovik: Birds of Prey     | 80% (X360) 79% (PS3) 60% (PSP) 42% (NDS) | 80% (X360) 81% (PS3) 41% (NDS) |
| Il-2 Sturmovik: Cliffs of Dover   | 51%                                      | 60%                            |

Seria Il-2 Sturmovik okazała się największym komercyjnym sukcesem przedsiębiorstwa 1C, które właśnie jej zawdzięczało swoją renomę. Gry z serii zdobyły ogólne uznanie krytyków za wysoki poziom realizmu oraz rozgrywkę pełną akcji.
Pierwsza gra z serii, Il-2 Sturmovik, została uhonorowana nagrodą strony GameSpy dla najlepszej gry symulacyjnej, a także znalazła się w zestawieniu najlepszych gier na komputery osobiste z lat 2000–2009. Chwalono ją za wyjątkowy poziom realizmu, dopracowaną oprawę graficzną oraz udźwiękowienie. W przypadku gry Il-2 Sturmovik: Forgotten Battles krytycy również pozytywnie oceniali oprawę audiowizualną oraz wiarygodną fizykę lotu, aczkolwiek narzekali na niezbyt dopracowany tryb gry wieloosobowej.
Pacific Fighters została chłodniej przyjęta przez recenzentów. Ci wprawdzie chwalili wizję plastyczną gry, ale zarazem zarzucali jej problemy techniczne, zbyt wolną akcję oraz błędy w zachowaniu sztucznej inteligencji. Natomiast Il-2 Sturmovik: Birds of Prey zyskała bardzo pozytywny odbiór krytyków, którzy doceniali przystępność rozrywki dla każdego gracza oraz niespotykany w grach na konsole realizm, aczkolwiek pojawiały się negatywne opinie o stabilności technicznej gry.
Ostatnia część serii, Il-2 Sturmovik: Cliffs of Dover, mimo dużych oczekiwań ze strony graczy, spotkała się jednak ostatecznie z ich znaczną krytyką. Zarzucali jej oni liczne błędy techniczne uniemożliwiające bezproblemowe granie oraz brak optymalizacji na potrzeby systemów 64-bitowych. Ze względu na awaryjność Cliffs of Dover była krytykowana przez recenzentów, którzy doceniali w niej jedynie oprawę graficzną.